# Best of the Super Juniors

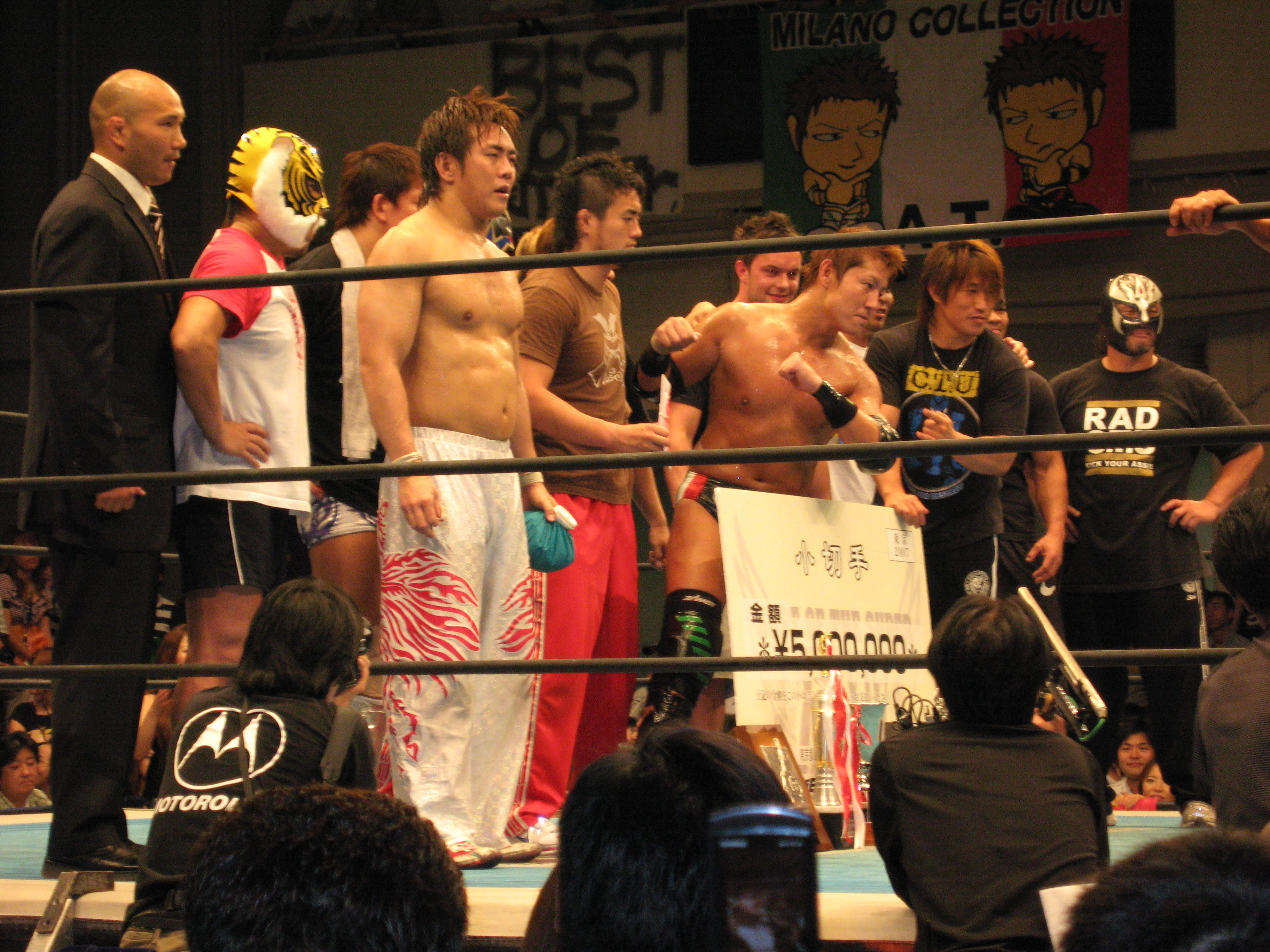
Best of the supers Juniors 2007

Le  Best of the Super Juniors est une compétition masculine de catch professionnel qui se déroule ordinairement tous les ans de mai à juin au Japon. Cette compétition a été créée en 1988 par la New Japan Pro Wrestling sous le nom Top of the Super Juniors et a finalement adopté le nom de Best of the Super Juniors à partir de 1994. Les lutteurs participant au tournoi sont généralement des lutteurs Junior Heavyweight (dits cruiserweights, moins de 100 kg) issus de promotions du monde entier. 
Le tournoi se divise d'abord en 2 groupes. Chaque catcheur reçoit 2 points par victoire, 1 pour un match nul, et 0 pour une défaite. Les deux premiers de chaque groupe s'affrontent en finale et le vainqueur obtient un match de championnat pour le titre IWGP Junior Heavyweight Championship.
Hiromu Takahashi détient le record du plus grand nombre de victoires en tournoi avec quatre, tandis que Jushin Thunder Liger et Koji Kanemoto en ont remporté trois chacun. Takahashi est également le seul lutteur à avoir remporté trois tournois consécutifs. Kanemoto détient le record du plus grand nombre d'apparitions en finale, avec huit finales disputées entre 1997 et 2009. Liger a participé au plus grand nombre de tournois, participant à tous les tournois à l'exception de 1995 et 2000 jusqu'à son 26e et dernier tournoi Super Junior en 2017. 

## Histoire du tournoi
Le tournoi a été créé en 1988 par la New Japan Pro Wrestling. Il s'appelait à l'origine le Top of the Super Juniors.

## Résultats

### Vainqueurs et finalistes par année
| Année | Vainqueur                  | Finaliste            |
| ----- | -------------------------- | -------------------- |
| 1988  | Shiro Koshinaka            | Hiroshi Hase         |
| 1991  | Norio Honaga               | Jushin Thunder Liger |
| 1992  | Jushin Thunder Liger       | El Samurai           |
| 1993  | Pegasus Kid (Chris Benoit) | El Samurai           |

| Année | Édition | Vainqueur                       | Finaliste            | Ref   |
| ----- | ------- | ------------------------------- | -------------------- | ----- |
| 1994  | I       | Jushin Thunder Liger            | Super Delfin         |       |
| 1995  | II      | Wild Pegasus (Chris Benoit)     | Shinjirō Ōtani       |       |
| 1996  | III     | Black Tiger II (Eddie Guerrero) | Jushin Thunder Liger |       |
| 1997  | IV      | El Samurai                      | Kōji Kanemoto        |       |
| 1998  | V       | Kōji Kanemoto                   | Dr. Wagner, Jr.      |       |
| 1999  | VI      | Kendo Kashin                    | Kōji Kanemoto        |       |
| 2000  | VII     | Tatsuhito Takaiwa               | Shinjirō Ōtani       |       |
| 2001  | VIII    | Jushin Thunder Liger            | Minoru Tanaka        |       |
| 2002  | IX      | Kōji Kanemoto                   | Minoru Tanaka        |       |
| 2003  | X       | Masahito Kakihara               | Koji Kanemoto        |       |
| 2004  | XI      | Tiger Mask IV                   | Koji Kanemoto        |       |
| 2005  | XII     | Tiger Mask IV                   | Gedo                 |       |
| 2006  | XIII    | Minoru                          | Tiger Mask IV        |       |
| 2007  | XIV     | Milano Collection A.T.          | Wataru Inoue         |       |
| 2008  | XV      | Wataru Inoue                    | Koji Kanemoto        |       |
| 2009  | XVI     | Koji Kanemoto                   | Prince Devitt        |       |
| 2010  | XVII    | Prince Devitt                   | Kōta Ibushi          |       |
| 2011  | XVIII   | Kōta Ibushi                     | Ryusuke Taguchi      |       |
| 2012  | XIX     | Ryusuke Taguchi                 | Low Ki               |       |
| 2013  | XX      | Prince Devitt                   | Alex Shelley         |       |
| 2014  | XXI     | Ricochet                        | Kushida              |       |
| 2015  | XXII    | Kushida                         | Kyle O'Reilly        |       |
| 2016  | XXIII   | Will Ospreay                    | Ryusuke Taguchi      |       |
| 2017  | 24      | Kushida                         | Will Ospreay         |       |
| 2018  | 25      | Hiromu Takahashi                | Taiji Ishimori       |       |
| 2019  | 26      | Will Ospreay                    | Shingo Takagi        |       |
| 2020  | 27      | Hiromu Takahashi                | El Desperado         |       |
| 2021  | 28      | Hiromu Takahashi                | YOH                  |       |
| 2022  | 29      | Hiromu Takahashi                | El Desperado         |       |
| 2023  | 30      | Master Wato                     | Titán                |       |
| 2024  | 31      | El Desperado                    | Taiji Ishimori       | [ 2 ] |